# 千圭徳
千 圭徳（チョン・ギュドク、朝鮮語: 천규덕、1932年 - 2020年6月2日）は大韓民国・馬山出身のプロレスラー。本貫は潁陽千氏、長男は俳優のチョン・ホジン。

## 来歴
テコンドー経験者。180cm113キロ。1963年デビュー、1984年引退。
ソウルで団体を設立。張永哲の一派と対抗戦を行い黎明期の韓国プロレス界を盛り上げる。やがて金一によって吸収されたのち、張永哲と組んで韓国タッグ王者となる。1966年には、アメリカ遠征も行っている。1973年9月に大木の元から離脱。理由はアメリカ遠征中に日本人キャラクターを演じさせられ不満を持ったからだという。2020年に他界した。88歳没。

## 得意技
- 空手チョップ

## 獲得タイトル
- 韓国ジュニアヘビー級王座 : 1回[5]
- 韓国タッグ王座 : 1回

w / 張永哲
- 韓国ヘビー級王座 : 1回[5]
- 極東タッグ王座：1回

w / 禹基煥